# Mike Hickey
Mike Hickey, également connu sous les pseudonymes de Mike H et de Mykvs, est un guitariste américain.
Il est célèbre pour avoir été à deux reprises le guitariste du groupe de heavy metal anglais Venom, succédant par deux fois au guitariste Jeffrey Dunn (alias Mantas) Mike Hickey quitte définitivement Venom en 2007 pour se consacrer à divers projets, parmi lesquels son projet solo Goatreign.
Mike Hickey a également œuvré comme guitariste au sein de divers groupes britanniques parmi lesquels Cronos, Carcass, et Cathedral.
Il est actuellement roadie pour Joe Bonamassa et s'occupe de ses guitares. 

## Discographie

### AvecVenom
- 1987 : Calm Before The Storm
- 1988 : Fire (single)
- 2006 : Antechrist (single)
- 2006 : Metal Black

### AvecCronos
- 1990 : Dancing In The Fire
- 1993 : Rock'n'Roll Disease
- 1995 : Venom (compilation + inédits)
- 1996 : Triumvirate (album annulé)
- 2006 : Hell To The Unknown (anthologie 2 CD)

### Autres publications
- 2008 : Goatreign